# Список постоянных представителей США при НАТО
Постоянный представитель США при НАТО, полное официальное название — Чрезвычайный и полномочный посол Соединённых Штатов Америки в Североатлантическом совете Организации Североатлантического договора (англ. United States Permanent Representative on the Council of the North Atlantic Treaty Organization, with the rank and status of Ambassador Extraordinary and Plenipotentiary) — должность представительского характера. Лицо, занимающее должность, представляет интересы Соединённых Штатов Америки в Североатлантическом совете Организации Североатлантического договора.
Правовой статус, характер и объём привилегий, иммунитетов постоянного представителя и его сотрудников регламентируют международные соглашения, а также законодательство США.
Постоянный представитель назначается Президентом США и утверждается Сенатом.
Должность постоянного представителя США при НАТО была основана в 1953 году. Первым постоянным представителем при НАТО стал Уильям Генри Дрейпер.
Самый короткий срок на посту провёл Уильям Генри Дрейпер (три месяца), а самый длинный — Харлан Кливленд (почти 4 года).
Ниже представлен список всех постоянных представителей США при НАТО, занимавших эту должность в разные годы, включая их партийную принадлежность.

## Постоянные представители США при НАТО
Беспартийный
 Республиканская партия
 Демократическая партия
| №  | Имя | Имя                  | Дата начала полномочий | Дата конца полномочий | Назначение/Утверждение         |
| -- | --- | -------------------- | ---------------------- | --------------------- | ------------------------------ |
| 1  |     | Уильям Генри Дрейпер | 8 апреля 1953          | 13 июня 1953          | Дуайт Эйзенхауэр / 83-й Сенат  |
| 2  |     | Джон Чемберс Хьюз    | 14 июня 1953           | 20 апреля 1955        | Дуайт Эйзенхауэр / 83-й Сенат  |
| 3  |     | Джордж Перкинс       | 14 марта 1955          | 12 октября 1957       | Дуайт Эйзенхауэр / 84-й Сенат  |
| 4  |     | Уоррен Бёрджесс      | 13 октября 1957        | 23 марта 1961         | Дуайт Эйзенхауэр / 85-й Сенат  |
| 5  |     | Томас Финлеттер      | 24 марта 1961          | 2 сентября 1965       | Джон Кеннеди / 87-й Сенат      |
| 6  |     | Харлан Кливленд      | 3 сентября 1965        | 11 июня 1969          | Линдон Джонсон / 89-й Сенат    |
| 7  |     | Роберт Эллсуорт      | 12 июня 1969           | 30 июня 1971          | Ричард Никсон / 91-й Сенат     |
| 8  |     | Дэвид Кеннеди        | 17 марта 1972          | 1 февраля 1973        | Ричард Никсон / 92-й Сенат     |
| 9  |     | Дональд Рамсфелд     | 2 февраля 1973         | 5 декабря 1974        | Ричард Никсон / 93-й Сенат     |
| 10 |     | Дэвид Брюс           | 5 декабря 1974         | 12 февраля 1976       | Джеральд Форд / 93-й Сенат     |
| 11 |     | Роберт Стросц-Хьюпе  | 3 марта 1976           | 20 апреля 1977        | Джеральд Форд / 94-й Сенат     |
| 12 |     | Уильям Беннетт       | 26 апреля 1977         | 31 марта 1983         | Джимми Картер / 95-й Сенат     |
| 13 |     | Дэвид Эбшир          | 13 июля 1983           | 5 января 1987         | Рональд Рейган / 97-й Сенат    |
| 14 |     | Элтон Килл           | 13 марта 1987          | 17 июня 1989          | Рональд Рейган / 100-й Сенат   |
| 15 |     | Уильям Тафт          | 3 августа 1989         | 26 июня 1992          | Джордж Буш / 101-й Сенат       |
| 16 |     | Реджиналд Бартоломью | 26 июня 1992           | 25 марта 1993         | Джордж Буш / 102-й Сенат       |
| 17 |     | Роберт Хантер        | 1 июля 1993            | 31 декабря 1997       | Билл Клинтон / 103-й Сенат     |
| 18 |     | Александр Вершбоу    | 1 января 1998          | 9 июля 2001           | Билл Клинтон / 105-й Сенат     |
| 19 |     | Николас Бёрнс        | 7 августа 2001         | 7 мая 2005            | Джордж Уокер Буш / 107-й Сенат |
| 20 |     | Виктория Нуланд      | 13 июля 2005           | 2 мая 2008            | Джордж Уокер Буш / 109-й Сенат |
| 21 |     | Курт Волкер          | 2 июля 2008            | 15 мая 2009           | Джордж Уокер Буш / 110-й Сенат |
| 22 |     | Айво Дэлдер          | 16 мая 2009            | 2 сентября 2013       | Барак Обама / 111-й Сенат      |
| 23 |     | Дуглас Льют          | 3 сентября 2013        | 20 января 2017        | Барак Обама / 113-й Сенат      |
| 24 |     | Кэй Бэйли Хатчисон   | 28 августа 2017        | 20 января 2021        | Дональд Трамп / 115-й Сенат    |
| 25 |     | Джулианн Смит        | 6 декабря 2021         | В должности           | Джо Байден / 117-й Сенат       |